# Tre Ville
Tre Ville es una comuna (municipalidad) en la provincia de Trentino, en la región italiana de Trentino - Alto Adige .
Se creó el 1 de enero de 2016 con la fusión de las municipalidades de Montagne, Preore y Ragoli . Actualmente tiene una población de 1419 habitantes. 